# توم جيرليز
توم جيرليز (بالإنجليزية: Tom Gehrels)‏ (و. 1925 – 2011 م) هو عالم فلك من مملكة هولندا. ولد في هارلمرمير.
توفي في توسان، أريزونا، عن عمر يناهز 86 عاماً.

## مناصب وهيئات
أدار جامعة أريزونا.